# Goran Hadžić
Goran Hadžić (em sérvio:  Горан Хаџић; 7 de setembro de 1958 - 12 de julho de 2016) foi um antigo presidente da República Sérvia da Krajina, que estava no cargo durante a Guerra de Independência da Croácia. Foi acusado de crimes contra a humanidade e de violação das leis e costumes de guerra pelo Tribunal Penal Internacional para a antiga Jugoslávia.
O tribunal emitiu um indiciamento acusando-o de envolvimento em atividades criminosas na Croácia a partir de junho de 1991 a dezembro de 1993 com o objetivo da expulsão forçada e permanente da população não-sérvia em um terço do território da Croácia, e a perseguição dos não-sérvios em Vukovar. Hadžić era o último fugitivo que ainda restava do Tribunal, Hadžić foi capturado por autoridades sérvias em 20 de julho de 2011.
Morreu em 12 de julho de 2016, aos 57 anos, de câncer no cérebro. 